# Wizards of Waverly Place (seizoen 1)
Het eerste seizoen van Wizards of Waverly Place, een Disney Channel Original Series, liep vanaf 12 oktober 2007 tot 31 augustus 2008 op Disney Channel. De serie volgt Alex Russo (Selena Gomez), een tovenaar die strijdt met haar broers Justin (David Henrie) en Max (Jake T. Austin) om de familie-tovenaar te worden en haar krachten te behouden. Maria Canals Barrera en David DeLuise spelen hun ouders, Theresa en Jerry, en Jennifer Stone speelt Alex' beste vriendin, Harper.

## Productie
De serie is gecreëerd en geproduceerd door Todd J. Greenwald, die de show begon te maken nadat hij als schrijver had gewerkt bij het eerste seizoen van Hannah Montana. De serie is geproduceerd door It's a Laugh Productions en Disney Channel Original Productions. Het themalied, "Everything Is Not What It Seems", is geschreven door John Adair en Steve Hampton. Het heeft een techno-pop-stijl en wordt gezongen door Selena Gomez. De serie is gefilmd in de Hollywood Center Studios in Hollywood.

## Opening
De opening begint met Alex (Selena Gomez) die opstaat 's ochtends met haar rinkelende alarmklok. Ze gebruikt magie om de dag terug te zetten naar 6:30. Dan gaat ze naar de badkamer waar Justin (David Henrie) zichzelf aan het bewonderen is in de spiegel en ze duwt hem opzij. Hij raakt geïrriteerd en tovert haar in de spiegel. In de keuken verandert Max (Jake T. Austin) zijn mandarijn in een vanillecupcake. Ondertussen ontmoet Harper (Jennifer Stone) Alex bij de voordeur. Weer in de keuken, is Max bezig zijn cupcake in zijn tas te stoppen, als zijn moeder Theresa (Maria Canals Barrera) hem betrapt en hij het weer terugverandert in een mandarijn. Alex zegt tegen haar moeder dat ze te laat zijn (wat vreemd is aangezien ze net de tijd had teruggezet) In de magische kamer praat Jerry (David DeLuise) met iemand als het spreukenboek wegvliegt. Hij rent erachteraan. In de broodjeszaak opent Alex haar schooltas waar het spreukenboek ingaat. Jerry preekt als de naam van de serie verschijnt. Dan lopen de vier vrienden naar school.

## Achtergrond
Het verhaal speelt zich af op Waverly Place, Manhattan, in New Yorks Greenwich Village. Het gaat over de Italiaans-Mexicaanse familie Russo, dat bestaat uit Alex Russo (Selena Gomez), haar oude broer Justin (David Henrie) en hun jongere broertje Max (Jake T. Austin). Zij zijn tovenaars in training en leven met hun Italiaans-Amerikaanse vader Jerry (David DeLuise), een oud-tovenaar, en hun Mexicaans-Amerikaanse moeder Theresa (Maria Canals Barrera), een gewone sterveling.

## Release
De show maakte zijn debuut op de Disney Channel op 12 oktober 2007 na de première van Twitches Too, met ongeveer 5,9 miljoen kijkers. In februari 2009 brak de aflevering "Helping Hand" het record van grootste publiek op 19:00 (ET) op de Disney Channel, met in totaal 4,5 miljoen kijkers. In januari 2010 werd de 1 uur durende special "Wizards vs. Werewolves" de meest bekeken aflevering van de serie met 6,2 miljoen kijkers, een groter aantal dan de 6 miljoen van de "Paint By Committee"-aflevering. In 2009 werd de serie de beste serie voor tieners 9-14 (1,63 miljoen/6,7 becijferd) en de tweede voor kinderen 6-11 (1,81 miljoen/7,4 becijferd), waarmee het maar lichtelijk achter The Suite Life on Deck stond (1.82 miljoen/7.4 becijferd).

## Afleveringen
- Selena Gomez en David Henrie spelen in alle afleveringen.
- Jake T. Austin miste 1 aflevering vanwege het filmen van Johnny Kapahala: Back on Board en Go, Diego, Go!.
- Jennifer Stone miste 9 afleveringen
- Maria Canals Barrera miste 2 afleveringen vanwege het filmen van Camp Rock.
- David DeLuise miste 2 afleveringen:vanwege een ziekte en een vanwege het filmen van CSI: Miami.

| Nr. | Aflevering | Titel                                                                             | Regisseur       | Schrijver                                  | Uitzenddatum     | Uitzenddatum &   |  |
| --- | ---------- | --------------------------------------------------------------------------------- | --------------- | ------------------------------------------ | ---------------- | ---------------- |  |
| 1 | 1          | Crazy 10 Minute Sale                                                              | Fred Savage     | Todd J. Greenwald                          | 12 oktober 2007  | 3 oktober 2009   |  |
| Alex wil naar een 10-minuten uitverkoop, maar haar ouders laten het haar niet toe, omdat ze magieles heeft. Dus dupliceert ze zichzelf, en laat ze haar kloon achter in de les. Wat ze niet wist was dat de kloon niet kon praten, dus haar vader komt erachter dat ze niet echt in de les zit. |            |                                                                                   |                 |                                            |                  |                  |  |
| 2 | 2          | First Kiss                                                                        | Joe Regalbuto   | Vince Cheung & Ben Montanio                | 19 oktober 2007  | 3 oktober 2009   |  |
| Justin date Miranda, maar kan haar op de een of andere manier niet kussen. Hij gaat met haar naar de bioscoop, maar als hij haar probeert te zoenen, gaat het mis. Alex draait de tijd terug om Justin 17 kansen te geven om Miranda te kussen, maar hij verknalt het elke keer. Alex probeert het nog een keer, maar haar vader betrapt haar en houdt haar tegen. Ondertussen had Max een broodje gemaakt voor de New York Mets. |            |                                                                                   |                 |                                            |                  |                  |  |
| 3 | 3          | I Almost Drowned in a Chocolate Fountain                                          | Joe Regalbuto   | Gigi McCreery & Perry Rein                 | 26 oktober 2007  | 3 oktober 2009   |  |
| Alex besluit om te "spieken" tijdens een Spaans test met een zak-elf, die allerlei dingen weten over verschillende onderwerpen. Het lukt en ze mag naar haar date met Riley. Omdat Justin en Max wraak willen, proberen ze een zak-elf in haar tas te smokkelen, die haar bijt, waardoor ze opeens extreem verslaafd wordt aan chocola. |            |                                                                                   |                 |                                            |                  |                  |  |
| 4 | 4          | New Employee                                                                      | Bob Berlinger   | Peter Murrieta                             | 2 november 2007  | 4 oktober 2009   |  |
| Nadat Harper klaagt dat zij en Alex niet meer zo veel met elkaar omgaan, besluit Alex haar ouders te vragen of Harper bij hen in de broodjeszaak kan werken. Nadat blijkt dat Harper de baan niet aan kan, besluit Alex om haar te betoveren, zodat ze opeens de beste serveerster wordt die er maar mogelijk is. Maar haar plan faalt als blijkt dat Harper is veranderd in een workaholic. Nadat Alex haar heeft ontslagen, gaat ze bij een ijswinkel werken. Alex haalt de betovering van haar af en ze maken het goed, terwijl Alex probeert de nu weer klunzige Harper te helpen. |            |                                                                                   |                 |                                            |                  |                  |  |
| 5 | 5          | Disenchanted Evening                                                              | Mark Cendrowski | Jack Sanderson                             | 9 november 2007  | 11 oktober 2009  |  |
| Alex ontmoet op school een jongen, TJ, die ook een tovenaar blijkt te zijn. Nadat Alex ziet dat hij overal mee weg komt, geeft hij toe zijn ouders te hebben behekst, zodat ze alles doen wat hij wil. Alex wil, nadat ze ruzie heeft gehad met haar ouders over de magie-regels in hun huis, dat TJ hetzelfde voor haar doet. Hij behekst ze als hij bij hen op bezoek is met zijn ouders. Maar Alex wordt ongerust en maakt het ongedaan, zowel bij haar eigen ouders als bij die van TJ. |            |                                                                                   |                 |                                            |                  |                  |  |
| 6 | 6          | You Can't Always Get What You Carpet" "The First Carpet Driving Lesson (Roemenië) | Fred Savage     | Peter Murrieta                             | 10 november 2007 | 3 oktober 2009   |  |
| Wanneer Alex het oude vliegende tapijt van Jerry vindt, overtuigd ze hem ervan om haar vlieglessen te geven. Omdat hij haar altijd behandeld heeft als zijn kleine meisje, wil hij niet dat ze opgroeit en is erg ongeduldig tijdens de lessen. Als Alex een gebouw raakt, wordt Jerry boos en wil haar geen lessen meer geven, omdat hij denkt dat ze daar nog te jong voor is. Alex vraagt Justin om haar te helpen, en hij helpt haar door haar vlieglessen te geven. Jerry besluit Alex een nieuwe kans te geven en merkt dat ze erg vooruit is gegaan. |            |                                                                                   |                 |                                            |                  |                  |  |
| 7 | 7          | Alex's Choice                                                                     | Bob Berlinger   | Matt Goldman                               | 16 november 2007 | 4 oktober 2009   |  |
| Gigi nodigt Alex en Harper uit voor haar jaarlijkse feestje bij het Hotel Fleur DuBlaDuBlaDuFlaDuFla. Alex probeert Harper over te halen niet te gaan, omdat ze weet dat Gigi van plan is Harper te kronen tot grootste "Loser" met een kroon met een grote roze L erop. Uiteindelijk besluit Alex met Harper mee te gaan om haar te steunen, en betovert ze Gigi om die de waarheid te laten spreken. Gigi geeft toe wat ze van plan was met Harper te doen. |            |                                                                                   |                 |                                            |                  |                  |  |
| 8 | 8          | Curb Your Dragon                                                                  | Bob Berlinger   | Gigi McCreery                              | 30 november 2007 | 18 oktober 2009  |  |
| Alex koopt Justin een draak, vermomd als hond, omdat ze zich zo schuldig voelt dat zij zijn hond 9 jaar geleden heeft kwijtgemaakt. Maar omdat de draak nog steeds kan vliegen en vuur spuwen, moeten Alex, Justin en Max het dier verbergen van hun ouders, door te zeggen dat ze de "hond" hadden gevonden op straat en door "gevonden"-posters op te hangen. Dan komt de verkoper van de draak hem claimen, en moeten Justin, Alex en Max een manier vinden om hun draak niet op te hoeven geven. |            |                                                                                   |                 |                                            |                  |                  |  |
| 9 | 9          | Movies                                                                            | Mark Cendrowski | Justin Varava                              | 14 december 2007 | 25 oktober 2009  |  |
| Alex wordt bevriend met een paar van Justins vrienden. Ze wil ook met hen mee als ze naar een horrorfilm gaan waar ze eigenlijk nog te jong voor is. Omdat ze niet behandeld wil worden als een kind probeert ze de zaal in te komen door magie te gebruiken. Jammer genoeg mislukt het plan en komt ze in de echte film terecht. Dan moet Justin ook de film in om haar te redden. Ondertussen behandelt Theresa Max als een baby, omdat ze denkt dat Alex en Justin te snel groot worden. |            |                                                                                   |                 |                                            |                  |                  |  |
| 10 | 10         | Pop Me and We Both Go Down                                                        | Bob Berlinger   | Vince Cheung                               | 6 januari 2008   | 3 oktober 2009   |  |
| Als Justin een enorme pukkel op zijn voorhoofd krijgt net voor het schoolfeest, probeert Alex het weg te krijgen en gebruikt er per ongeluk een levensspreuk op zodat Justin tijdens het feest in de problemen komt door zijn pratende puist. Ondertussen moet Alex op zoek gaan naar haar vaders trofee die ze tot leven had gewekt om de terugdraaispreuk te kunnen leren, om zo Justins puist het zwijgen op te leggen, en uiteindelijk vindt ze hem. Maar uiteindelijk ontdekt Justin dat Miranda, het meisje uit zijn biologieklas, ook een puist heeft. |            |                                                                                   |                 |                                            |                  |                  |  |
| 11 | 11         | Potion Commotion                                                                  | Bob Berlinger   | Todd J. Greenwald                          | 10 februari 2008 | 8 november 2009  |  |
| Justin wil gekozen worden voor de Wereld School Topklasse. op de U.N., maar hij krijgt competitie van een populaire klasgenoot waar Alex op valt. Alex is van plan een liefdesdrankje te maken zodat hij verliefd op haar wordt, en helpt Justin zijn bijeenkomst te saboteren. Ongelukkig genoeg drinkt Alex per ongeluk de gehele liefdesdrank in plaats van de helft en wordt geobsedeerd met haarzelf. Nadat de drank verzwakt, lijkt het een paar bijverschijnselen te hebben; Alex stuurt zichzelf gigantische hoeveelheden aan bloemen. Ondertussen beginnen Max' krachten zich te ontwikkelen, en moet hij een dom hoedje op om zijn krachten in controle te houden. |            |                                                                                   |                 |                                            |                  |                  |  |
| 12 | 12         | Justin's Little Sister                                                            | Andrew Tsao     | Eve Weston                                 | 9 maart 2008     | 1 november 2009  |  |
| Als Alex geïrriteerd raakt dat iedereen haar vergelijkt met Justin, wenst ze met een Djinn dat mensen haar niet meer vergelijken met Justin. In plaats daarvan zorgt de Djinn ervoor dat iedereen Justin vergeet, en Alex verspeelt haar laatste wens en maakt Justin onzichtbaar. Nadat ze de situatie vertelt aan Jerry, lukt het Max om de Djinn in de war te brengen en geeft ze hem een wens. Dan wenst hij voor de reset-knop, en het lukt hen om alles ongedaan te krijgen. |            |                                                                                   |                 |                                            |                  |                  |  |
| 13 | 13         | Wizard School - Part 1                                                            | Mark Cendrowski | Vince Cheung                               | 6 april 2008     | 14 november 2009 |  |
| Jerry en Theresa sturen Alex en Justin naar een tovenaarsschool genaamd Wiz-Tech in de zomer. Terwijl Justin uitblinkt, komt Alex constant in de problemen. Ondertussen kamperen Max en Jerry op het terras, nadat Theresa hun 'mannelijkheid' bekritiseerd. |            |                                                                                   |                 |                                            |                  |                  |  |
| 14 | 14         | Wizard School - Part 2                                                            | Mark Cendrowski | Gigi McCreery                              | 6 april 2008     | 15 november 2009 |  |
| Alex probeert de Wiz Tech leraar Dr. Evilini te stoppen van het aftappen van Justin tijdens het schoolkampioenschap genaamd 12 Ball, tegen Jerko Phoenix, de enige die 11 ballen heeft behaald het jaar ervoor. Aan het eind van de 12 ball toernooi gebruikt Alex een waarheidsbezwering op Dr Evilini en wordt zij gearresteerd en voorkomt Alex dat Justins krachten worden afgetapt. Ondertussen probeert een vrouw de Waverly Sub Station failliet te laten gaan door haar restaurant genaamd "The Dalade Bowl" te adverteren. |            |                                                                                   |                 |                                            |                  |                  |  |
| 15 | 15         | The Supernatural                                                                  | Mark Cendrowski | Matt Goldman                               | 18 mei 2008      | 22 november 2009 |  |
| Justin gebruikt magie om bij het baseballteam van de school te komen om een meisje genaamd Kari (Chelsea Staub) te versieren. Ondertussen probeert Alex indruk op Riley te maken door hem te laten denken dat ze zijn geluksbrenger is. |            |                                                                                   |                 |                                            |                  |                  |  |
| 16 | 16         | Alex in the Middle                                                                | Bob Berlinger   | Matt Goldman                               | 15 juni 2008     | 6 oktober 2009   |  |
| Jerry's broer Kelbo komt op bezoek. Hij laat de kinderen een andere manier van magielessen zien (hij laat ze zelf magie gebruiken). Omdat Kelbo veel leuker is dan Jerry, benoemt Alex hem tot haar nieuwe instructeur, maar Kelbo blijkt al gauw kinderlijk en onverantwoordelijk met zijn krachten en die van Alex, en uiteindelijk brengt dat hen beiden in gevaar. Ze worden gered door Jerry, die hen een geheim vertelt. Hij had eigenlijk Kelbo verslagen in het toveraarstoernooi, maar, omdat tovenaars niet mogen trouwen met stervelingen, gaf hij zijn krachten op en trouwde met Theresa. |            |                                                                                   |                 |                                            |                  |                  |  |
| 17 | 17         | Report Card                                                                       | Andrew Tsao     | Gigi McCreery, Perry Rein & Peter Murrieta | 29 juni 2008     | oktober 2009     |  |
| Alex, Justin en Max krijgen hun rapporten. Omdat Alex lage cijfers heeft, probeert ze het rapport te vernietigen, maar hoe vaak ze het ook probeert, het lukt nooit. Als Jerry en Theresa achterdochtig worden, verandert Alex ze in paniek in varkens. Nadat de directeur erachter komt dat Alex tegen haar ouders had gelogen over het rapport, verwijdert hij haar krachten. Max en Justin verliezen de varkens, niet realiserend wie ze zijn. Nadat ze hen hebben weergevonden en terug veranderd, besluit directeur Crumbs om haar krachten permanent te verwijderen, omdat ze zo veel opschudding had veroorzaakt, maar Justin stopt hem, door te zeggen dat door Alex' fouten ongedaan te maken, hij een betere tovenaar wordt. Bewogen door Justins loyaliteit jegens zijn zusje, en in het besef dat Alex haar les heeft geleerd, geeft Crumbs haar haar krachten terug en vertrekt. |            |                                                                                   |                 |                                            |                  |                  |  |
| 18 | 18         | Credit Check                                                                      | Fred Savage     | Todd J. Greenwald                          | 6 juli 2008      | 15 november 2009 |  |
| Alex' gevoel voor mode bezorgt haar een stage bij een modetijdschrift, maar haar werknemer neemt alle eer van haar ideeën op zich. Ze plant dan een show met Harpers walgelijke kledingstijl om quitte te staan. Ondertussen probeert Justin indruk te maken op het nieuwe meisje (Millie), maar dan blijkt dat ze al een vriendje heeft. |            |                                                                                   |                 |                                            |                  |                  |  |
| 19 | 19         | Alex's Spring Fling                                                               | Andrew Tsao     | Todd J. Greenwald                          | 6 juli 2008      | 29 november 2009 |  |
| Riley dumpt Alex omdat ze altijd jaloers is. Ze plant om het hem betaald te zetten door hem jaloers te maken. Alex wekt een mannequin tot leven, en noemt hem "Manny Kin". Maar, Manny wordt echt verliefd op Alex, en dat zorgt ervoor dat ze hem niet meer terug kan toveren. Dan animeert ze Justins geliefde actiepop Calico Woman en probeert Manny op haar verliefd te laten worden. Ondertussen heeft Justin de leiding thuis en begint hij naast zijn schoenen te lopen. |            |                                                                                   |                 |                                            |                  |                  |  |
| 20 | 20         | Quinceañera                                                                       | Victor Gonzalez | Gigi McCreery & Perry Rein                 | 10 augustus 2008 | 3 oktober 2009   |  |
| De familie bereidt zich voor op Alex' Quinceañera, een traditionele viering om haar reis naar vrouwelijkheid te markeren, op haar 15e verjaardag. Theresa neemt de leiding en maakt er een feest van zoals ze dat zelf wil, waarbij ze niet luistert naar Alex' tegenwerpingen. Dit irriteert Alex zo erg, dat ze ruilt van lichaam met Theresa, die geen Quinceañera had toen zij 15 werd. |            |                                                                                   |                 |                                            |                  |                  |  |
| 21 | 21         | Art Museum Piece                                                                  | Victor Gonzalez | Vince Cheung & Ben Montanio                | 31 augustus 2008 | 6 oktober 2009   |  |
| Als Alex besluit de makkelijkste weg te kiezen voor haar kunstgeschiedenisopdracht, brengt ze oude meesterwerken tot leven: Mona Lisa, de Blauwe Jongen, Van Gogh en De Schreeuw en probeert zo de antwoorden te krijgen op haar formulier. Ondertussen spelen Max en Jerry football in het huis met een spreuk die zich naar Theresa verspreidt. |            |                                                                                   |                 |                                            |                  |                  |  |